# 唐金鑑
唐金鑑（？年—？年）。廣東省新會縣人，清朝政治人物。进士出身。

## 生平
道光十三年（1833年）癸巳科進士。道光十五年，署任四川省重慶府南川縣知縣，任内倡导募资重修虹济桥，并撰写碑文。善于书法。